# Henk Overgoor
Henk Overgoor (Gendringen, 30 april 1944 – 23 april 2020) was een Nederlands voetballer. Hij speelde vrijwel zijn gehele loopbaan voor De Graafschap. Hij had de bijnaam "De Kapper" omdat hij afkomstig was uit een kappersfamilie. Hij speelde op de linksbackpositie.

## Loopbaan
Overgoor maakte in 1963 op 19-jarige leeftijd de overstap van de amateurs van VV Gendringen naar het jeugdinternaat van Go Ahead, waar hij onder andere verbleef met leeftijdsgenoten als Nico van Zoghel, Henk Warnas en Pleun Strik. In 1965 werd hij door trainer Evert Teunissen naar De Graafschap gehaald, dat op dat moment in de Tweede divisie uitkwam. Met De Graafschap promoveerde Overgoor in 1969 naar de Eerste divisie. In 1973 won de ploeg de eerste nacompetitie, waardoor promotie naar de Eredivisie werd afgedwongen. Tot 1977 kwam hij met De Graafschap uit in de Eredivisie, daarna zakte de ploeg weer terug naar de Eerste divisie.
Op 7 oktober 1973 scoorde Overgoor de 3–3 tegen Feyenoord. Toen hij dit doelpunt vierde, verslikte hij zich in een stuk kauwgum. Zijn teamgenoot Guus Hiddink redde hem door op zijn rug te kloppen. De wedstrijd eindigde in 5-7. Het laatste duel van Overgoor voor De Graafschap was in 1979 tegen FC Groningen. In deze wedstrijd brak hij een been. Na revalidatie kwam hij niet meer aanmerking voor het eerste elftal.
Overgoor was een semi-prof. Naast zijn voetballoopbaan werkte hij in een fabriek in het Duitse Anholt, enkele kilometers van zijn woonplaats Gendringen. Na zijn afscheid van De Graafschap kwam hij nog een seizoen uit voor het Duitse SV Vrasselt uit Emmerik. Tot op 63-jarige leeftijd kwam Overgoor uit voor het vijfde elftal van zijn eerste club: VV Gendringen. Hij was jeugdtrainer bij De Graafschap en hoofdtrainer bij de amateurclubs in het amateurvoetbal was hij hoofdtrainer bij VV Zeddam en VVL.
Tot kort voor zijn dood was Henk Overgoor een vaste bezoeker van de thuiswedstrijden van De Graafschap. Hij overleed in 2020 op 75-jarige leeftijd aan COVID-19.

## Carrièrestatistieken
| Seizoen         | Club            | Competitie      | Competitie | Competitie | Beker | Beker | Internationaal | Internationaal | Overig | Overig | Totaal | Totaal |
| Seizoen         | Club            | Competitie      | Wed.       | Dlp.       | Wed.  | Dlp.  | Wed.           | Dlp.           | Wed.   | Dlp.   | Wed.   | Dlp.   |
| --------------- | --------------- | --------------- | ---------- | ---------- | ----- | ----- | -------------- | -------------- | ------ | ------ | ------ | ------ |
| 1963/64         | Go Ahead        | Eredivisie      | –          | –          | –     | 0     | 0              | 0              | 0      | 0      | –      | –      |
| 1964/65         | Go Ahead        | Eredivisie      | –          | –          | –     | 0     | 0              | 0              | 0      | 0      | –      | –      |
| 1965/66         | De Graafschap   | Tweede divisie  | –          | 12         | –     | 0     | 0              | 0              | 0      | 0      | –      | 12     |
| 1966/67         | De Graafschap   | Eerste divisie  | –          | –          | –     | –     | 0              | 0              | 0      | 0      | –      | –      |
| 1967/68         | De Graafschap   | Tweede divisie  | –          | 7          | –     | 2     | 0              | 0              | 0      | 0      | –      | 9      |
| 1968/69         | De Graafschap   | Tweede divisie  | –          | 12         | –     | 0     | 0              | 0              | 0      | 0      | –      | 12     |
| 1969/70         | De Graafschap   | Eerste divisie  | –          | –          | –     | 0     | 0              | 0              | 0      | 0      | –      | –      |
| 1970/71         | De Graafschap   | Eerste divisie  | –          | –          | –     | 0     | 0              | 0              | 0      | 0      | –      | –      |
| 1971/72         | De Graafschap   | Eerste divisie  | –          | –          | –     | 0     | 0              | 0              | 0      | 0      | –      | –      |
| 1972/73         | De Graafschap   | Eerste divisie  | –          | –          | –     | 0     | 0              | 0              | –      | –      | –      | –      |
| 1973/74         | De Graafschap   | Eredivisie      | –          | –          | –     | 0     | 0              | 0              | 0      | 0      | –      | –      |
| 1974/75         | De Graafschap   | Eredivisie      | –          | –          | –     | 0     | 0              | 0              | 0      | 0      | –      | –      |
| 1975/76         | De Graafschap   | Eredivisie      | –          | –          | –     | 0     | 0              | 0              | 0      | 0      | –      | –      |
| 1976/77         | De Graafschap   | Eredivisie      | –          | –          | –     | 0     | 0              | 0              | 0      | 0      | –      | –      |
| 1977/78         | De Graafschap   | Eerste divisie  | –          | –          | –     | 0     | 0              | 0              | 0      | 0      | –      | –      |
| 1978/79         | De Graafschap   | Eerste divisie  | –          | –          | –     | 0     | 0              | 0              | 0      | 0      | –      | –      |
| Carrière totaal | Carrière totaal | Carrière totaal | –          | –          | –     | 2     | 0              | 0              | 0      | 0      | –      | –      |

## Erelijst
De Graafschap
| Nationaal      |    |         |
| Tweede divisie | 1x | 1968/69 |